# Четверта македонська війна
Четверта македонська війна (150 до н. е. — 148 до н. е.) була останньою війною між Римом і Македонією. Сталася після того, як самозванець Андріск узурпував македонський престол, проголосивши себе сином Персея, останнього царя Македонії, усуненого римлянами від влади після Третьої македонської війни у 168 до н. е. Андріск після початкових успіхів був розбитий римським полководцем Квінтом Цецилієм Метеллом під Підною у 148 до н. е.. Через два роки Македонію було перетворено на римську провінцію.

## Причини і початок війни
Мир у Македонії протривав не цілих двадцять років. Від початку римляни зустрічали там усякі труднощі, бо завзятий, войовничий народ не міг забути своєї незалежності. Так само антиримські настрої посилились і в сусідній Греції.
Розправа з Македонією у Третя македонська війна і відкрите втручання римлян у внутрішні справи грецьких полісів, розорення населення в результаті безперестанних воєн і постою римських військ — все це ще приводило до зростання напруги в Греції. Соціальна і політична боротьба в грецьких містах тепер все більшою мірою набуває характеру боротьби проти римського панування. У Ахейському союзі до влади приходять елементи, ворожі Риму, посилюється значення середніх верств населення, робляться спроби полегшити положення демосу відстроченням сплати боргів.
Римське панування в Македонії викликало відкрите повстання населення в 149 р. до н. е. під керівництвом Андріска, що видавав себе за Філіппа, сина Персея. Андріска підтримали фракійські племена. За короткий час Андріск здобув собі визнання в усій Македонії, а навіть деякі грецькі міста готові були стати по його боці.

## Хід воєнних дій
Римські війська, послані для придушення повстання, зазнали низки поразок. Становище було тим небезпечніше, що рівночасно велася Третя пунічна війна. Але римляни вислали два легіони під проводом Квінта Цецилія Метелла. У 148 р. до н. е., використовуючи не лише перевагу військових сил, але і підкуп, римляни змогли придушити повстання. Македонська армія була розгромлена на тому самому місці (при Підні), де римляни одержали рішучу перемогу у попередній війні.

## Наслідки
Після війни римляни перетворили Македонію на провінцію, включивши в неї Епір і Південну Іллірію. Через три роки після придушення повстання Андріска У Македонії з'явився Лжефіліпп II, навколо якого об'єдналися, по зведенням Евтропія, 16 тис. рабів (цифра, мабуть, перебільшена). Проте це повстання римлянам вдалося придусити на самому його початку.